# 花の宴
『花の宴』（はなのうたげ）は、1967年の日本映画。音楽家・瀧廉太郎の悲恋を描いた作品である。

## キャスト
- 滝廉太郎：中山仁
- 滝吉弘：天草四郎
- 滝たつ：風見章子
- 滝大吉：勝部演之
- 滝民子：長山藍子
- 岩村絢子：香山美子
- 岩村専造：清水将夫
- 岩村健一：高田直久
- よしえ：志賀真津子
- 瀬川誠：服部哲治
- 渡辺寿郎：高島稔
- 渡辺貞子：二木てるみ
- 丹羽静子：早瀬久美
- 丹羽しげ：真咲美岐
- 幸田延：村松英子
- 上田：長沢大

## スタッフ
- 監督：市村泰一
- 脚本：桜井義久、斎藤耕一
- 企画：沢村国男
- 製作：三木治
- 撮影：小杉正雄
- 美術：芳野尹孝
- 音楽：小川寛興
- 録音：中村寛
- 照明：佐久間丈彦
- 編集：杉原よ志
- スチール：佐々木千栄治

## 同時上映
- 『男なら振りむくな』